# 세계축

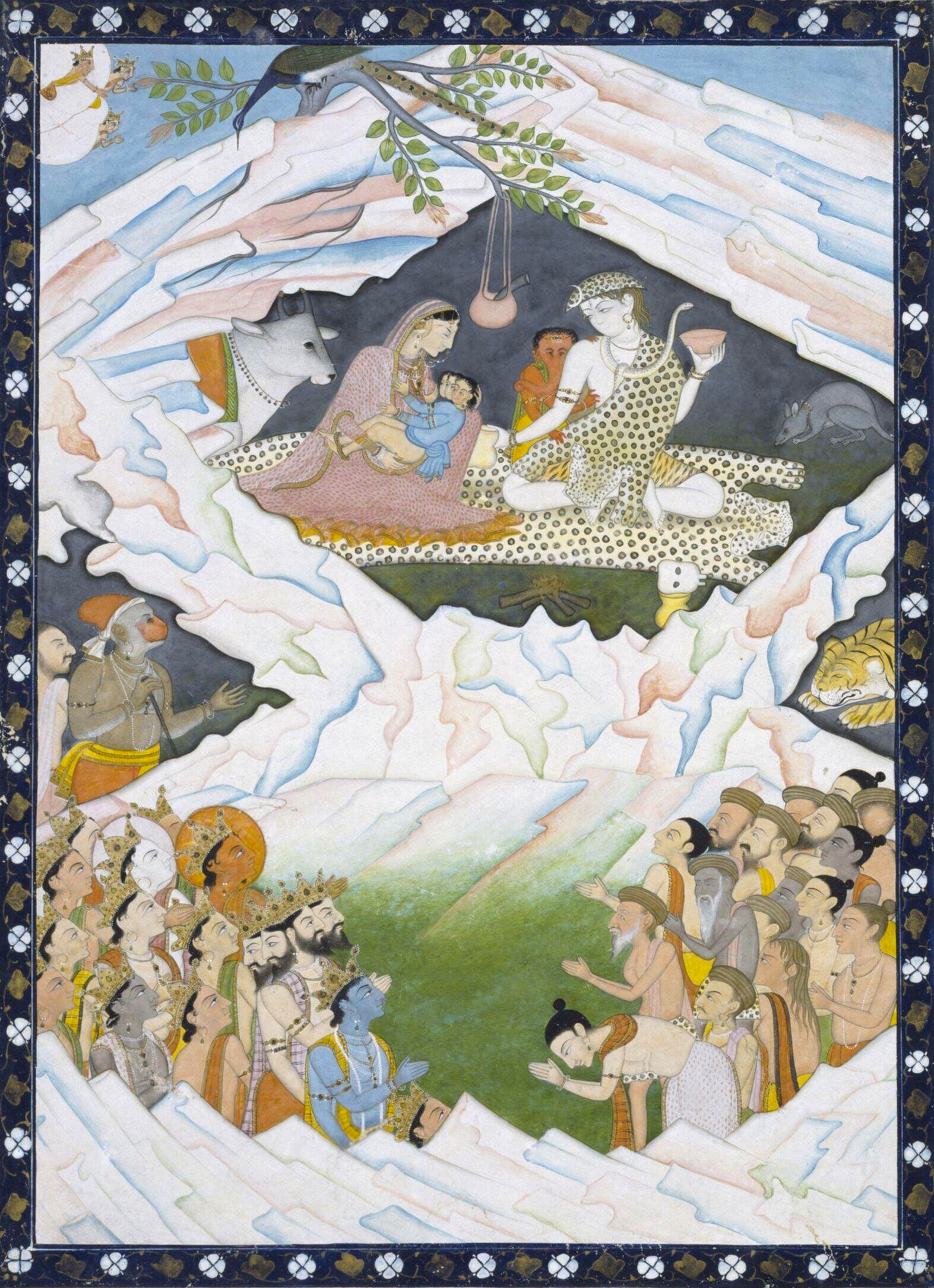

세계축은 특정한 믿음과 철학에서, 세계의 축, 세계의 중심, 세계의 중심, 세계의 중심이고, 그것은 세계의 중심 또는 천국과 지구 사이의 연결이다. 천극과 지리적 극으로서, 그것은 4개의 나침반 방향이 만나는 하늘과 땅 사이의 연결 지점을 표현한다. 이 시점에서 여행과 서신 왕래는 더 높은 지역과 낮은 지역 사이에서 이루어진다. 하층 계급으로부터의 통신은 더 높은 계급으로 올라갈 수 있고, 더 높은 계급의 축복은 더 낮은 계급으로 내려가 모든 이들에게 전파될 수 있다. 그 지점은 세계의 시작점인 옴파로스 역할을 한다.

## 같이 보기
- 천구
- 비교신화학
- 휘페르보레아
- 북극점
- 태극